# 長音階

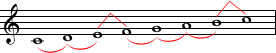
ハ長調

長音階 （ちょうおんかい、英語: major scale）とは、全音階の一種。全音階を「ド」から「ド」まで上行することで生まれ、全音 → 全音 → 半音 → 全音 → 全音 → 全音 → 半音の音程間隔を持つ。ポピュラー音楽界では英語でメジャー・スケールと呼ぶことが多い。
派生形として、「和声的長音階」と「旋律的長音階」が存在し（これらは全音階であるとする見方と全音階ではないとする見方とがある）、これらと区別するために本来の長音階をあえて「自然的長音階」と呼ぶこともある。
一般的に、長音階は、陽気、活発さといった感情を励起するが、絶対的なものではない。例えばバラード曲などは長音階で作られている曲も多いが、それにより短音階では出来ない独特の哀愁味を表現している場合も多い。また流麗な表現や、愛くるしい表現・温和な表現にも適している。

## 和声的長音階
ロマン派以降の音楽において、しばしば同主短調の下属和音を借用することで長音階のVI度音を半音下げることが行われた。これを、短音階の和声的短音階になぞらえて和声的長音階と呼ぶことがある。VI度音とVII度音の間隔が増二度となりメロディとしては少々不自然であるといわれている。

## 旋律的長音階
和声的長音階の不自然さを補うため、VI度音に加えてVII度音も半音下げた音階である。ただ、上行時は一般にVI度音、VII度音ともフラットが解除され、自然的長音階と同じになる（実際にはそのときに使われる和音の構成音により解除されない場合もある）。ちなみにこれは旋律的短音階の第5音から始めた音階であり、ジャズなどではミクソリディアン・♭6・スケールあるいはスーパー・ミクソリディアン・スケールと呼び即興演奏などにおいて使われることがしばしばある。